# Liste des diffuseurs de la Coupe du monde de football de 2014
 (août 2020).
Si vous disposez d'ouvrages ou d'articles de référence ou si vous connaissez des sites web de qualité traitant du thème abordé ici, merci de compléter l'article en donnant les références utiles à sa vérifiabilité et en les liant à la section « Notes et références ».
Cet article présente la liste des diffuseurs de la Coupe du monde de football de 2014. Pour la télévision, de nombreux diffuseurs nationaux ont acquis des droits. Trois grandes chaînes (beIN Sports, SuperSport et Canal+) ont par ailleurs couvert plus d'une soixantaine de pays à elles seules. Cette année-là, la compétition sportive s'est déroulée au Brésil.

## Télévision
| Pays | Diffuseur                                                                                     | Source |
| --- | --------------------------------------------------------------------------------------------- | ------ |
| Afghanistan | Ariana TV                                                                                     |        |
| Maghreb - Algérie - Libye - Maroc - Mauritanie - Tunisie | beIN Sports                                                                                   | ,      |
| Moyen-Orient - Arabie saoudite - Bahreïn - Comores - Djibouti - Égypte - Émirats arabes unis - Irak - Jordanie - Koweït - Liban - Oman - Palestine - Qatar - Somalie - Soudan - Syrie - Yémen | beIN Sports                                                                                   | ,      |
| Afrique du Sud | SABC, SuperSport                                                                              | [ 4 ]  |
| Afrique sub-saharienne - Angola - Bénin - Botswana - Burkina Faso - Burundi - Cameroun - Cap-Vert - Côte d'Ivoire - Érythrée - Éthiopie - Gabon - Gambie - Ghana - Guinée - Guinée-Bissau - Guinée équatoriale - Kenya - Lesotho - Liberia - Madagascar - Malawi - Mali - Maurice - Mozambique - Namibie - Niger - Nigeria - Ouganda - République centrafricaine - République du Congo - République démocratique du Congo - Rwanda - Sénégal - Seychelles - Sierra Leone - Swaziland - Tanzanie - Tchad - Togo - Zambie - Zimbabwe | SuperSport, Canal+                                                                            | ,      |
| Albanie | RTSH                                                                                          | [ 1 ]  |
| Algérie | Programme National, beIN Sports                                                               | [ 1 ]  |
| Allemagne | ARD, ZDF, TVI Sports Deutschland                                                              | [ 1 ]  |
| Andorre | TF1, beIN Sports                                                                              | [ 1 ]  |
| Angola | TPA                                                                                           | [ 1 ]  |
| Argentine | Canal 7, El Trece, DirecTV                                                                    | [ 1 ]  |
| Arménie | ARMTV                                                                                         | [ 1 ]  |
| Aruba | TeleAruba                                                                                     | [ 1 ]  |
| Asie du sud - Bangladesh - Bhoutan - Inde - Maldives - Népal - Pakistan - Sri Lanka | MSM Satellite                                                                                 | ,      |
| Australie | SBS                                                                                           | [ 9 ]  |
| Autriche | ORF                                                                                           | [ 1 ]  |
| Azerbaïdjan | İTV                                                                                           | [ 1 ]  |
| Belgique | VRT, RTBF                                                                                     | [ 1 ]  |
| Bénin | ORTB                                                                                          | [ 1 ]  |
| Biélorussie | BTRC                                                                                          | [ 1 ]  |
| Birmanie | Sky Net                                                                                       | [ 1 ]  |
| Bolivie | Red Uno de Bolivia, Unitel, Millicom                                                          | [ 1 ]  |
| Bosnie-Herzégovine | BHRT                                                                                          | [ 1 ]  |
| Brésil | Rede Globo, Rede Bandeirantes, SporTV, ESPN Brasil, BandSports, Fox Sports                    | [ 1 ]  |
| Brunei | Astro                                                                                         | [ 1 ]  |
| Bulgarie | BNT                                                                                           | [ 1 ]  |
| Burundi | RTNB                                                                                          | [ 1 ]  |
| Cambodge | CTN                                                                                           | [ 10 ] |
| Cameroun | CRTV                                                                                          | [ 1 ]  |
| Canada | Radio-Canada/CBC, Sportsnet, TVA Sports                                                       | ,      |
| Cap-Vert | RTC                                                                                           | [ 1 ]  |
| Caraïbes - Anguilla - Antigua-et-Barbuda - Aruba - Bahamas - Barbade - Belize - Bermudes - Bonaire - Îles Caïmans - Curaçao - République dominicaine - Dominique - Grenade - Guyane - Haïti - Jamaïque - Montserrat - Saint-Christophe-et-Niévès - Saint-Vincent-et-les-Grenadines - Sainte-Lucie - Suriname - Trinité-et-Tobago - Îles Turques-et-Caïques - Îles Vierges britanniques - Îles Vierges des États-Unis | SportsMax                                                                                     | [ 13 ] |
| Chili | TVN, Canal 13, DirecTV, Movistar                                                              | ,      |
| Chine | CCTV                                                                                          | [ 15 ] |
| Chypre | CyBC                                                                                          | [ 1 ]  |
| Colombie | Caracol TV, RCN TV, win Sports, Millicom                                                      | [ 1 ]  |
| Corée du Nord | SBS                                                                                           | [ 1 ]  |
| Corée du Sud | SBS                                                                                           | [ 1 ]  |
| Costa Rica | Repretel, Teletica, Millicom                                                                  | [ 1 ]  |
| Côte d'Ivoire | RTI                                                                                           | [ 1 ]  |
| Croatie | HRT                                                                                           | [ 1 ]  |
| Danemark | DR, TV 2                                                                                      | [ 1 ]  |
| Équateur | Gama TV, TC Televisión, Oromar Televisión, DirecTV                                            | [ 1 ]  |
| Espagne | Mediaset España, Gol Televisión                                                               | ,      |
| Estonie | ERR                                                                                           | [ 1 ]  |
| États-Unis - Île Baker - Guam - Île Howland - Île Jarvis - Atoll Johnston - Kingman Reef - Îles Mariannes du Nord - Îles Midway - Île Navassa - Atoll Palmyra - Porto Rico - Samoa américaines - Îles Vierges des États-Unis - Île Wake | ABC, ESPN, Univision                                                                          | ,      |
| Éthiopie | ETV                                                                                           | [ 1 ]  |
| Fidji | Mai TV                                                                                        | [ 19 ] |
| Finlande | Yle                                                                                           | [ 1 ]  |
| France - Guadeloupe - Guyane - Île Clipperton - La Réunion - Martinique - Mayotte - Nouvelle-Calédonie - Polynésie française - Saint-Barthélemy - Saint-Martin - Saint-Pierre-et-Miquelon - Terres australes et antarctiques françaises - Wallis-et-Futuna | France métropolitaine : TF1, beIN Sports DOM-TOM : Réseau Outre-Mer 1ère (France Télévisions) | ,      |
| Gabon | RTG                                                                                           | [ 1 ]  |
| Géorgie | RTPG                                                                                          | [ 1 ]  |
| Ghana | GBC, Metro TV                                                                                 | [ 1 ]  |
| Grèce | NERIT                                                                                         | [ 1 ]  |
| Groenland | KNR                                                                                           | [ 1 ]  |
| Guatemala | Albavisión, Radio Televisión Guatemala, Millicom                                              | [ 1 ]  |
| Guinée | RTG                                                                                           | [ 1 ]  |
| Honduras | Vica Televisión, Telesistema, Televisora Hondureña, Millicom                                  | [ 1 ]  |
| Hong Kong | TVB                                                                                           | [ 21 ] |
| Hongrie | MTV                                                                                           | [ 1 ]  |
| Îles Féroé | KVF                                                                                           | [ 1 ]  |
| Indonésie | Visi Media Asia                                                                               | ,      |
| Iran | IRIB                                                                                          | [ 1 ]  |
| Irlande | RTÉ                                                                                           | [ 1 ]  |
| Islande | RÚV                                                                                           | [ 1 ]  |
| Israël | IBA                                                                                           | [ 1 ]  |
| Péninsule Italienne - Italie - Saint-Marin - Vatican | RAI, Sky Italia                                                                               | [ 23 ] |
| Jamaïque | CVM Television                                                                                | [ 1 ]  |
| Japon | Fuji TV, NHK, Nippon Television, TBS, TV Asahi, TV Tokyo                                      | [ 1 ]  |
| Kazakhstan | Kazakhstan, Perviy Kanal Evraziya                                                             | [ 1 ]  |
| Kenya | KBC                                                                                           | [ 1 ]  |
| Kosovo | RTK, Digit-Alb                                                                                | [ 1 ]  |
| Laos | TVLAO                                                                                         | [ 1 ]  |
| Lettonie | LTV                                                                                           | [ 1 ]  |
| Liechtenstein | SRG SSR                                                                                       | [ 1 ]  |
| Lituanie | LRT                                                                                           | [ 1 ]  |
| Macao | TDM                                                                                           | [ 1 ]  |
| Macédoine | MRT                                                                                           | [ 1 ]  |
| Madagascar | MATV                                                                                          | [ 1 ]  |
| Malaisie | RTM, Astro                                                                                    | ,      |
| Mali | ORTM                                                                                          | [ 1 ]  |
| Malte | PBS                                                                                           | [ 1 ]  |
| Maurice | MBC                                                                                           | [ 1 ]  |
| Mexique | Televisa, TV Azteca, Cinépolis                                                                | ,      |
| Moldavie | TeleRadio-Moldova                                                                             | [ 1 ]  |
| Monaco | TF1, beIN Sports                                                                              | ,      |
| Mongolie | Emerge Media                                                                                  | [ 1 ]  |
| Monténégro | RTCG                                                                                          | [ 1 ]  |
| Mozambique | TVM                                                                                           | [ 1 ]  |
| Namibie | NBC                                                                                           | [ 1 ]  |
| Nicaragua | Televicentro, Ratensa                                                                         | [ 1 ]  |
| Niger | ORTN                                                                                          | [ 1 ]  |
| Nigeria | Broadcasting Organisation of Nigeria, Optima Sports Management International                  | [ 1 ]  |
| Norvège | NRK, TV 2                                                                                     | [ 1 ]  |
| Nouvelle-Zélande | TVNZ, Sky Sport                                                                               | [ 26 ] |
| Océanie - Îles Cook - Fidji - Kiribati - Îles Mariannes du Nord - Îles Marshall - États fédérés de Micronésie - Nauru - Niue - Palaos - Papouasie-Nouvelle-Guinée - Îles Salomon - Samoa - Samoa américaines - Tonga - Tuvalu - Vanuatu | Click Pacific                                                                                 | [ 1 ]  |
| Panama | Corporación Medcom, Televisora Nacional, Cable Onda                                           | [ 1 ]  |
| Paraguay | SNT                                                                                           | [ 1 ]  |
| Pays-Bas | NOS                                                                                           | [ 1 ]  |
| Pérou | Andina de Televisión, DirecTV                                                                 | [ 1 ]  |
| Philippines | ABS-CBN                                                                                       | ,      |
| Pologne | TVP                                                                                           | [ 1 ]  |
| Portugal | RTP, CMTV, SportTV                                                                            | ,      |
| République démocratique du Congo | RTNC                                                                                          | [ 1 ]  |
| République tchèque | ČT                                                                                            | [ 1 ]  |
| Roumanie | TVR                                                                                           | [ 1 ]  |
| Royaume-Uni - Angleterre - Écosse - Île de Man - Îles Anglo-Normandes - Irlande du Nord - Pays de Galles | BBC, ITV,TVI Sports British                                                                   | ,      |
| Russie | Pervyi Kanal, VGTRK                                                                           | [ 1 ]  |
| Rwanda | Télévision Rwandaise                                                                          | [ 1 ]  |
| Salvador | TCS, Millicom                                                                                 | [ 1 ]  |
| Sénégal | RTS                                                                                           | [ 1 ]  |
| Serbie | RTS                                                                                           | [ 1 ]  |
| Seychelles | SBC                                                                                           | [ 1 ]  |
| Singapour | SingTel                                                                                       | [ 1 ]  |
| Slovaquie | RTVS                                                                                          | [ 1 ]  |
| Slovénie | RTVSLO                                                                                        | [ 1 ]  |
| Suède | SVT, TV4                                                                                      | [ 1 ]  |
| Suisse | SRG SSR                                                                                       | [ 1 ]  |
| Suriname | STVS                                                                                          | [ 1 ]  |
| Swaziland | STVA                                                                                          | [ 1 ]  |
| Taïwan | ELTA, Era Television (en)                                                                     | [ 1 ]  |
| Tanzanie | TBS                                                                                           | [ 1 ]  |
| Tchad | RTNT                                                                                          | [ 1 ]  |
| Thaïlande | World Cup Channel                                                                             | [ 1 ]  |
| Timor oriental | RTTL                                                                                          | [ 1 ]  |
| Togo | TVT                                                                                           | [ 1 ]  |
| Trinité-et-Tobago | One Caribbean Media                                                                           | [ 1 ]  |
| Turquie | TRT                                                                                           | [ 1 ]  |
| Ukraine | NTU, Ukrayina, Football                                                                       | ,      |
| Uruguay | Monte Carlo TV, Chaîne 10, Chaîne 12                                                          | [ 1 ]  |
| Venezuela | Meridiano Televisión, Venevisión, TVes, DirecTV                                               | [ 1 ]  |
| Viêt Nam | VTV                                                                                           | [ 1 ]  |
| Zambie | ZNBC, MUVI TV                                                                                 | [ 1 ]  |
| Zimbabwe | ZBC                                                                                           | [ 1 ]  |